# 정선군의 향토문화유산
정선군의 향토문화유산은 「문화재보호법」, 「강원도 문화재 보호조례」의 규정에 따라 국가·도지정문화재, 등록문화재, 문화재자료로 지정되지 않은 것으로써 향토의 역사적, 예술적, 학술적, 기술적, 경관적 가치가 있는 유·무형의 유산 및 자료와 이에 준하는 고고자료를 말한다.

## 참고 문헌
- 정선군 홈페이지 - 고시/공고